# Elisenhof (Bad Wünnenberg)
Elisenhof is een gehucht, tevens Ortschaft, in het noordoosten van de Duitse gemeente Bad Wünnenberg, deelstaat Noordrijn-Westfalen, en telde 117 inwoners (peildatum: 12 april 2021).
Het (weinig belangrijke) gehucht ontstond als een kolonie van 16 katholieke boerenfamilies op een rond 1922 vanuit het staatsdomein van het voormalige klooster te Dalheim gestichte boerengemeenschap Elisenhof, de naam van de voormalige uithof van dit klooster. In het gehucht werd rond 1930 een aan St. Sturmius gewijde kapel gebouwd, die in het in 1986 toegekende dorpswapen is weergegeven.
Tot 1952 vormden Blankenrode, Dalheim en Elisenhof één gemeente. Tot aan de gemeentelijke herindeling op 1 januari 1975 waren deze drie zeer kleine plaatsjes vervolgens drie zelfstandige gemeentes. Daarna kwamen Blankenrode en Dalheim aan Lichtenau en Elisenhof aan Bad Wünnenberg.